# Charles Yriarte
Charles Yriarte (Pariz, 5. prosinca 1832. – Pariz, 10. travnja 1898.) bio je francuski novinar i publicist.
Rođen je u obitelji baskijskoga podrijetla. U Parizu je stekao. Napisao je izvještaj o putovanju od Venecije do crnogorskoga priobalja. Opisao je više priobalnih i unutrašnjih mjesta Istre. Dio teksta s opisom Trsta i Istre preveden je na hrvatski u Zagrebu 1999.